# Županija Västernorrland
Västernorrland (šved. Västernorrlands län) županija je u sjevernoj Švedskoj. Okružuju je županije Gävleborg, Jämtland i Västerbotten, a istočnim dijelom izlazi na Botnički zaljev.

## Općine
Županija je ustrojena kao zajednica sedam općina.
| - Ånge (10 604) 31. prosinca 2006. - Härnösand (25 080) 31. prosinca 2006. - Kramfors (19 816) 31. prosinca 2006. - Örnsköldsvik (55 243) 31. prosinca 2006. | - Sollefteå (20 849) 31. prosinca 2006.) - Sundsvall (94 516) 31. prosinca 2006. - Timrå (17 870) 31. prosinca 2006. |